# 岩見沢市生涯学習センター
岩見沢市生涯学習センター（いわみざわししょうがいがくしゅうセンター）は北海道岩見沢市にある公共施設。通称いわなび。

## 概要
市内4条西7丁目にあった「働く婦人の家」「空知婦人会館」「勤労青少年センター」の統合移転によって2013年4月1日開設。これらの施設は、同じ所在地・類似した使途・3棟の建物が連結した構造などから、市役所関係者などの間では「3館」という通称で実質的に一つの施設として扱われていた。しかしそうした実体とは逆に、それぞれの担当部署が異なるために生じる非効率な運営が問題となっていた。この3館の老朽化に伴って統合案が持ち上がりそれに合わせる形で使途の拡充がなされ、生涯学習センターとなった。同地には元々丸善三番舘岩見沢店が存在したが、2005年に閉店・撤退し空き家となっていたため、岩見沢市が国や北海道からの補助金等をもとに土地を取得し、再開発を行う形で建設された。
施設規模は3館時代の約3倍（床面積比）と大幅に拡張されたものの、開設5ヶ月（4～8月）時点で稼働率に極端な下落は見られず、利用者数も前年同期比で約1.6倍に増加した。また開設初年度の利用者数も目標の94,000人を上回る105,000人となっている。今後、市と指定管理者は、統合後に新設された料理講習室や音楽室などを中心に市民への浸透を図り、稼働率のさらなる向上を目指すとしている。
愛称の「いわなび」は市民からの公募で選ばれ、「岩見沢市民の学びをナビゲートする施設」という意味から付けられたもの。
岩見沢市で初めてPFI方式を導入した公共施設である。

### フロアガイド

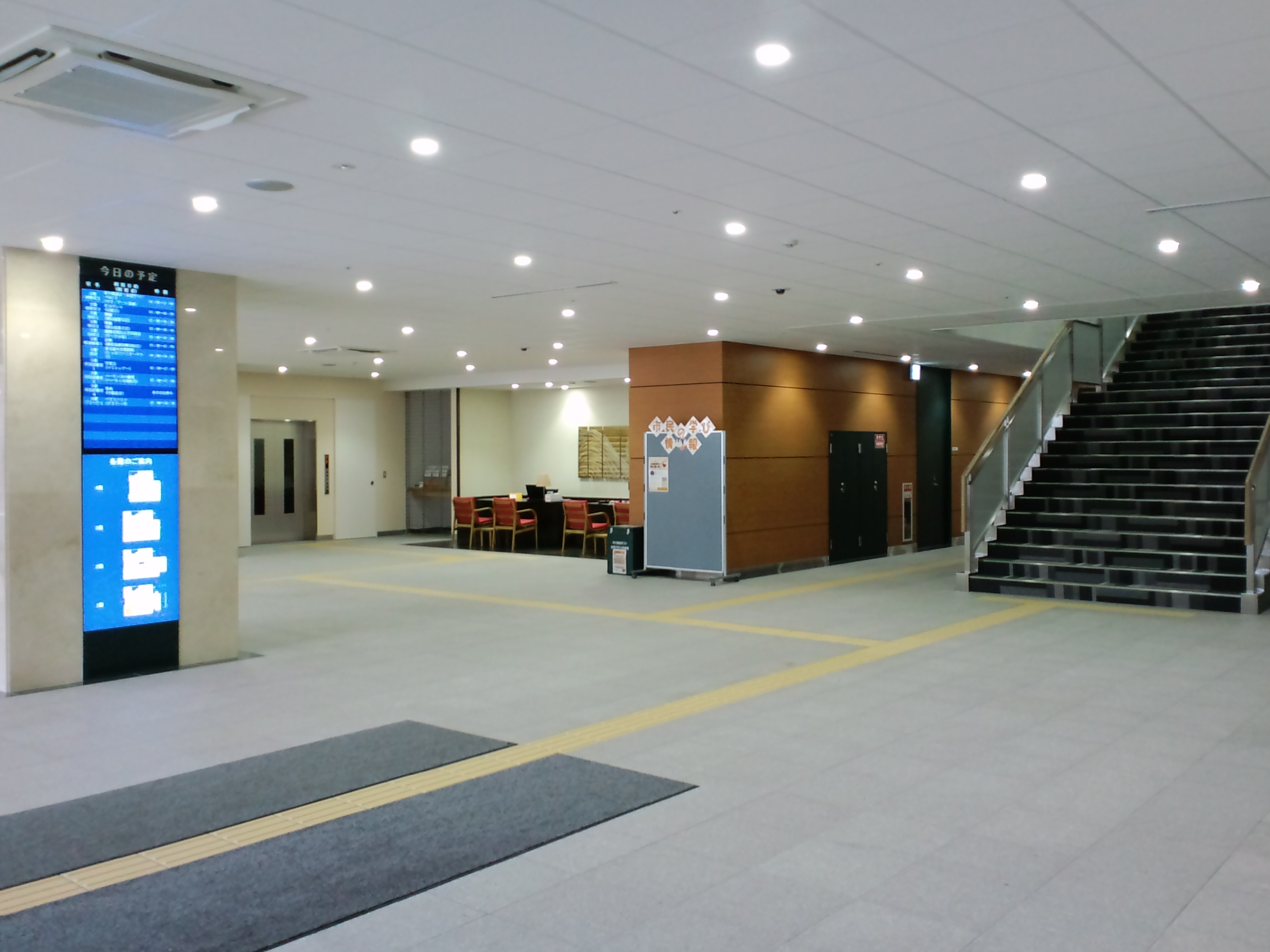
エントランスホール

| 階      | 施設                                                                |
| ------- | ------------------------------------------------------------------- |
| 5階     | 生涯学習室1～5                                                      |
| 4階     | アリーナ ロッカー室                                                 |
| 3階     | 武道場 音楽室 市民活動室1～4 ロッカー室 控室 シャワー室             |
| 2階     | 軽運動場1～2 研修室1～6 和室1～3 ホール 相談室 カウンセリングルーム |
| 1階     | エントランスホール 料理講習室 親子学習室 実習室 託児室 事務室 受付  |
| 地下1階 | 駐車場                                                              |

### 開館スケジュール
12月29日～1月3日を除く、毎日9時～21時30分。

## アクセス
JR岩見沢駅から徒歩5分ほど。中央バス停留所「4条西2丁目」下車。

## 周辺
- 岩見沢駅・岩見沢市有明交流プラザ・有明連絡歩道
- 岩見沢市コミュニティプラザ・自治体ネットワークセンター（北海道中央バス岩見沢ターミナル直結）
- 岩見沢ポルタ（であえーる岩見沢）